# 5943 Lovi
Az 5943 Lovi (ideiglenes jelöléssel 1984 EG) a Naprendszer kisbolygóövében található aszteroida. Edward L. G. Bowell fedezte fel 1984. március 1-én.